# Olympische Sommerspiele 2012/Tischtennis
Bei den Olympischen Sommerspielen 2012 in der britischen Hauptstadt London wurden vom 28. Juli bis 8. August im ExCeL Exhibition Centre vier Wettbewerbe im Tischtennis ausgetragen, jeweils ein Einzel- und ein Mannschaftswettkampf bei Frauen und Männern.
Das Wettkampfprogramm war identisch im Vergleich zu dem der Olympischen Sommerspiele 2008 in Peking. Der Weltverband ITTF hatte aber durchgesetzt, dass erstmals nur noch zwei Athleten pro Land im Einzel starten durften. So sollte die chinesische Dominanz eingeschränkt werden. Chinesische Athleten gewannen 2008 alle sechs möglichen Einzelmedaillen. Die Mannschaftswettbewerbe wurden diesmal im K.-o.-System ausgetragen.

## Bilanz

### Medaillenspiegel
| Platz  | Land        | Gold | Silber | Bronze | Gesamt |
| ------ | ----------- | ---- | ------ | ------ | ------ |
| 1      | China       | 4    | 2      | —      | 6      |
| 2      | Japan       | —    | 1      | —      | 1      |
| 2      | Südkorea    | —    | 1      | —      | 1      |
| 4      | Deutschland | —    | —      | 2      | 2      |
| 4      | Singapur    | —    | —      | 2      | 2      |
| Gesamt | Gesamt      | 4    | 4      | 4      | 12     |

### Medaillengewinner
| Disziplin         | Gold                              | Silber                                         | Bronze                                                 |
| ----------------- | --------------------------------- | ---------------------------------------------- | ------------------------------------------------------ |
| Männer Einzel     | Zhang Jike (CHN)                  | Wang Hao (CHN)                                 | Dimitrij Ovtcharov (GER)                               |
| Frauen Einzel     | Li Xiaoxia (CHN)                  | Ding Ning (CHN)                                | Feng Tianwei (SIN)                                     |
| Männer Mannschaft | ChinaZhang Jike Ma Long Wang Hao  | SüdkoreaJoo Se-hyuk Oh Sang-eun Ryu Seung-min  | DeutschlandTimo Boll Dimitrij Ovtcharov Bastian Steger |
| Frauen Mannschaft | ChinaDing Ning Li Xiaoxia Guo Yue | JapanKasumi Ishikawa Ai Fukuhara Sayaka Hirano | SingapurFeng Tianwei Wang Yuegu Li Jia Wei             |

## Qualifikation

### Qualifikationskriterien
Es nahmen 174 Athleten teil, darunter 88 Frauen und 86 Männer. Zwei Quotenplätze für die Einzelwettbewerbe waren für das gastgebende NOK reserviert, weitere zwei Quotenplätze vergab die ITTF nach Abschluss der Qualifikation per Einladung. Bei Frauen und Männern starteten jeweils 16 Mannschaften mit je drei Athleten. Im Einzel starteten jeweils 72 Athleten, aber maximal drei eines Landes. Die folgenden Qualifikationskriterien galten parallel für Frauen und Männer.
Im Einzel qualifizierten sich die besten 28 Athleten der Weltrangliste, die nach der Weltmeisterschaft 2011 veröffentlicht wurde. 40 weitere Startplätze wurden über kontinentale Turniere vergeben (elf an Asien und Europa, sechs an Lateinamerika und Afrika sowie drei an Nordamerika und Ozeanien). Die letzten beiden Startplätze wurden an die beiden besten Athleten eines abschließenden internationalen Qualifikationsturniers vergeben.
Für den Mannschaftswettbewerb qualifizierte sich das beste Team jedes Kontinents bei der Mannschaftsweltmeisterschaft 2012. Ebenfalls qualifiziert ist eine Mannschaft des Gastgebers. Die letzten neun Plätze wurden an Länder vergeben, bei denen drei Athleten die Qualifikationskriterien für einen Einzelstart erreicht hatten. Traf das auf mehr als neun Länder zu, wurden die neun am besten platzierten Mannschaften der Weltmeisterschaft 2012 berücksichtigt.

### Qualifizierte Athleten

#### Einzel
| Qualifizierte Athleten                                          | Qualifizierte Athleten | Qualifizierte Athleten | Qualifizierte Athleten            | Qualifizierte Athleten | Qualifizierte Athleten |
| Qualifikationskriterium/ Qualifikationswettkampf                | Datum                  | Austragungsort         | Anzahl zu vergebender Startplätze | Qualifikantin | Qualifikant |
| --------------------------------------------------------------- | ---------------------- | ---------------------- | --------------------------------- | --- | --- |
| Weltrangliste                                                   | Stichtag 15. Mai 2011  |                        | 28                                | Li Xiaoxia Guo Yan Feng Tianwei Kasumi Ishikawa Ai Fukuhara Kim Kyung-ah Wang Yuegu Tie Yana Wu Jiaduo Li Jiao Jiang Huajun Shen Yanfei Park Mi-young Li Jie Huang Yi-hua Wiktoryja Paulowitsch Melek Hu Li Qian Krisztina Tóth Daniela Dodean Kim Jong Georgina Póta Elizabeta Samara Li Xue Ni Xialian Kristin Silbereisen Liu Jia Iveta Vacenovská | Wang Hao Timo Boll Zhang Jike Jun Mizutani Vladimir Samsonov Joo Se-hyuk Oh Sang-eun Chuang Chih-Yuan Dimitrij Ovtcharov Gao Ning Tang Peng Michael Maze Alexei Smirnow Adrien Mattenet Werner Schlager Jiang Tianyi Kalinikos Kreanga Seiya Kishikawa Jörgen Persson Chen Weixing Adrian Crișan Jean-Michel Saive Panagiotis Gionis Zoran Primorac Pär Gerell Yang Zi Alexander Schibajew Bojan Tokič |
| Westasiatischer Qualifikationswettkampf                         | 27.–30. Juni 2011      | Dubai                  | 1                                 | – | Ibrahem al-Hasan |
| All Africa Games                                                | 5.–15. September 2011  | Maputo                 | 6                                 | Offiong Edem Olufunke Oshonaike Han Xing Nadeen El-Dawlatly Dina Meshref Sarah Hanffou | Omar Assar El-Sayed Lashin Quadri Aruna Segun Toriola Suraju Saka Saheed Idowu |
| Panamerikanische Spiele                                         | 14.–30. Oktober 2011   | Guadalajara            | 1                                 | Zhang Mo | Liu Song |
| Westasiatischer Qualifikationswettkampf                         | 19.–20. Oktober 2011   | Amma                   | 1                                 | Tvin Carole Moumjoghlian | – |
| Mittelasiatischer Qualifikationswettkampf                       | 9.–11. Januar 2012     | Teheran                | 1                                 | Neda Shahsavari | Noshad Alamian |
| Südostasiatischer Qualifikationswettkampf                       | 3.–5. Februar 2012     | Bangkok                | 1                                 | Li Jia Wei | Zhan Jian |
| Lateinamerikanischer Qualifikationswettkampf                    | 4.–6. März 2012        | Rio de Janeiro         | 5/6                               | Lígia Silva Paula Medina Yadira Silva Caroline Kumahara Fabiola Ramos Berta Rodríguez | Lin Ju Gustavo Tsuboi Marcelo Aguirre Hugo Hoyama Andy Pereira |
| Ozeanischer Qualifikationswettkampf                             | 5.–8. März 2012        | Sydney                 | 3                                 | Jian Fang Lay Miao Miao Anolyn Lulu | William Henzell Justin Han Yoshua Shing |
| Europäischer Qualifikationswettkampf                            | 11.–15. April 2012     | Luxemburg              | 11                                | Irene Ivancan Natalia Partyka Mie Skov Xian Yifang Marharyta Pessozka Cornelia Molnar Tian Yuan Aljaksandra Prywalawa Li Qiangbing Amelie Solja Tan Wenling | Marcos Freitas Robert Gardos João Monteiro Bastian Steger Daniel Zwickl Aleksandar Karakašević Marko Jevtović He Zhiwen Kirill Skatschkow Jens Lundqvist Ádám Pattantyús |
| Nordamerikanischer Qualifikationswettkampf                      | 20.–22. April 2012     | Cary                   | 2/3                               | Ariel Hsing Lily Zhang | André Ho Pierre-Luc Hinse Timothy Wang |
| Asiatischer Qualifikationswettkampf                             | 19.–22. April 2012     | Hongkong               | 8                                 | Guo Yue Ri Myong-sun Seok Ha-jung Sayaka Hirano Chen Szu-yu Nanthana Komwong Ri Mi-gyong Ankita Das | Koki Niwa Leung Chu Yan Ryu Seung-min Ma Long Kim Song-nam Kim Hyok-bong Jang Song-man Soumyajit Ghosh |
| Internationaler Qualifikationswettkampf                         | 10.–13. Mai 2012       | Doha                   | 8/10                              | Dana Hadačová Sara Ramírez Galia Dvorak Anna Tichomirowa Jana Noskowa Lee Ho Ching Huang Lei Mendes Tetjana Bilenko | Tiago Apolónia Carlos Machado Oleksandr Diduch Wang Zeng Yi Andrej Gaćina Bora Vang Allan Bentsen Mihai Bobocica Jaroslaw Schmudenko Matīss Burģis |
| Einladung durch ITTF                                            | 30. Mai 2012           |                        | 1                                 | Yasmin Farah Hassan | Komi Agbetoglo |
| Einladung durch IOC                                             | 12. Juli 2012          |                        | 1                                 | Aia Mohamed | |
| Gastgeber                                                       | 30. Mai 2012           |                        | 1                                 | Joanna Parker | Paul Drinkhall |
| zusätzlich für den Mannschaftswettbewerb qualifizierte Athleten | 30. Mai 2012           |                        | 8/6                               | Katarzyna Grzybowska Erica Wu Kelly Sibley Na Liu Jelena Timina Raghd Magdy Vivian Tan Gui Lin | Wang Zhen Liam Pitchford Andrew Baggaley Ahmed Ali Saleh Robert Frank Thiago Monteiro |

#### Mannschaft
| Qualifizierte Mannschaften     | Qualifizierte Mannschaften | Qualifizierte Mannschaften                                                      | Qualifizierte Mannschaften                                                       |
| Qualifikation                  | Startplätze                | Frauen                                                                          | Männer                                                                           |
| ------------------------------ | -------------------------- | ------------------------------------------------------------------------------- | -------------------------------------------------------------------------------- |
| Gastgeber                      | 1                          | Großbritannien                                                                  | Großbritannien                                                                   |
| Afrika                         | 1                          | Ägypten                                                                         | Ägypten                                                                          |
| Asien                          | 1                          | Volksrepublik China                                                             | Volksrepublik China                                                              |
| Australien                     | 1                          | Australien                                                                      | Australien                                                                       |
| Europa                         | 1                          | Deutschland                                                                     | Deutschland                                                                      |
| Nordamerika                    | 1                          | USA                                                                             | Kanada                                                                           |
| Südamerika                     | 1                          | Brasilien                                                                       | Brasilien                                                                        |
| Beste Mannschaften der WM 2012 | 9                          | Singapur Südkorea Hongkong Japan Nordkorea Österreich Spanien Niederlande Polen | Südkorea Japan Österreich Schweden Singapur Hongkong Portugal Nordkorea Russland |

### Teilnehmer nach NOK
| Qualifizierte Einzelspieler und Mannschaften nach NOK | Qualifizierte Einzelspieler und Mannschaften nach NOK | Qualifizierte Einzelspieler und Mannschaften nach NOK | Qualifizierte Einzelspieler und Mannschaften nach NOK | Qualifizierte Einzelspieler und Mannschaften nach NOK | Qualifizierte Einzelspieler und Mannschaften nach NOK |
| Wettbewerb                                            | Frauen                                                | Frauen                                                | Männer                                                | Männer                                                | Athleten Gesamt                                       |
| Wettbewerb                                            | Einzel                                                | Mannschaft                                            | Einzel                                                | Mannschaft                                            | Athleten Gesamt                                       |
| ----------------------------------------------------- | ----------------------------------------------------- | ----------------------------------------------------- | ----------------------------------------------------- | ----------------------------------------------------- | ----------------------------------------------------- |
| Ägypten                                               | 3                                                     | 1                                                     | 3                                                     | 1                                                     | 6                                                     |
| Argentinien                                           |                                                       |                                                       | 1                                                     |                                                       | 1                                                     |
| Australien                                            | 3                                                     | 1                                                     | 3                                                     | 1                                                     | 6                                                     |
| Belgien                                               |                                                       |                                                       | 1                                                     |                                                       | 1                                                     |
| Brasilien                                             | 3                                                     | 1                                                     | 3                                                     | 1                                                     | 6                                                     |
| Chile                                                 | 1                                                     |                                                       |                                                       |                                                       | 1                                                     |
| China                                                 | 3                                                     | 1                                                     | 3                                                     | 1                                                     | 6                                                     |
| Dänemark                                              | 1                                                     |                                                       | 2                                                     |                                                       | 3                                                     |
| Deutschland                                           | 3                                                     | 1                                                     | 3                                                     | 1                                                     | 6                                                     |
| Dominikanische Rep.                                   |                                                       |                                                       | 1                                                     |                                                       | 1                                                     |
| Dschibuti                                             | 1                                                     |                                                       |                                                       |                                                       | 1                                                     |
| Frankreich                                            | 2                                                     |                                                       | 1                                                     |                                                       | 3                                                     |
| Griechenland                                          |                                                       |                                                       | 2                                                     |                                                       | 2                                                     |
| Großbritannien                                        | 3                                                     | 1                                                     | 3                                                     | 1                                                     | 6                                                     |
| Hongkong                                              | 3                                                     | 1                                                     | 3                                                     | 1                                                     | 6                                                     |
| Indien                                                | 1                                                     |                                                       | 1                                                     |                                                       | 2                                                     |
| Iran                                                  | 1                                                     |                                                       | 1                                                     |                                                       | 2                                                     |
| Italien                                               | 1                                                     |                                                       | 1                                                     |                                                       | 2                                                     |
| Japan                                                 | 3                                                     | 1                                                     | 3                                                     | 1                                                     | 6                                                     |
| Kamerun                                               | 1                                                     |                                                       |                                                       |                                                       | 1                                                     |
| Kanada                                                | 1                                                     |                                                       | 3                                                     | 1                                                     | 4                                                     |
| Katar                                                 | 1                                                     |                                                       |                                                       |                                                       | 1                                                     |
| Kolumbien                                             | 1                                                     |                                                       |                                                       |                                                       | 1                                                     |
| Kroatien                                              | 2                                                     |                                                       | 2                                                     |                                                       | 4                                                     |
| Kuba                                                  |                                                       |                                                       | 1                                                     |                                                       | 1                                                     |
| Kuwait                                                |                                                       |                                                       | 1                                                     |                                                       | 1                                                     |
| Libanon                                               | 1                                                     |                                                       |                                                       |                                                       | 1                                                     |
| Lettland                                              |                                                       |                                                       | 1                                                     |                                                       | 1                                                     |
| Luxemburg                                             | 1                                                     |                                                       |                                                       |                                                       | 1                                                     |
| Mexiko                                                | 1                                                     |                                                       |                                                       |                                                       | 1                                                     |
| Niederlande                                           | 3                                                     | 1                                                     |                                                       |                                                       | 3                                                     |
| Nigeria                                               | 2                                                     |                                                       | 2                                                     |                                                       | 4                                                     |
| Nordkorea                                             | 3                                                     | 1                                                     | 3                                                     | 1                                                     | 6                                                     |
| Österreich                                            | 3                                                     | 1                                                     | 3                                                     | 1                                                     | 6                                                     |
| Paraguay                                              |                                                       |                                                       | 1                                                     |                                                       | 1                                                     |
| Polen                                                 | 3                                                     | 1                                                     | 1                                                     |                                                       | 4                                                     |
| Portugal                                              | 1                                                     |                                                       | 3                                                     | 1                                                     | 4                                                     |
| Republik China                                        | 2                                                     |                                                       | 1                                                     |                                                       | 3                                                     |
| Republik Kongo                                        | 1                                                     |                                                       | 2                                                     |                                                       | 3                                                     |
| Rumänien                                              | 2                                                     |                                                       | 1                                                     |                                                       | 3                                                     |
| Russland                                              | 2                                                     |                                                       | 3                                                     | 1                                                     | 5                                                     |
| Schweden                                              | 1                                                     |                                                       | 3                                                     | 1                                                     | 4                                                     |
| Serbien                                               |                                                       |                                                       | 2                                                     |                                                       | 2                                                     |
| Singapur                                              | 3                                                     | 1                                                     | 3                                                     | 1                                                     | 6                                                     |
| Slowenien                                             |                                                       |                                                       | 1                                                     |                                                       | 1                                                     |
| Spanien                                               | 3                                                     | 1                                                     | 2                                                     |                                                       | 5                                                     |
| Südkorea                                              | 3                                                     | 1                                                     | 3                                                     | 1                                                     | 6                                                     |
| Thailand                                              | 1                                                     |                                                       |                                                       |                                                       | 1                                                     |
| Togo                                                  |                                                       |                                                       | 1                                                     |                                                       | 1                                                     |
| Tschechien                                            | 2                                                     |                                                       |                                                       |                                                       | 2                                                     |
| Türkei                                                | 1                                                     |                                                       | 1                                                     |                                                       | 2                                                     |
| Ukraine                                               | 1                                                     |                                                       | 2                                                     |                                                       | 3                                                     |
| Ungarn                                                | 2                                                     |                                                       | 2                                                     |                                                       | 4                                                     |
| USA                                                   | 3                                                     | 1                                                     | 1                                                     |                                                       | 4                                                     |
| Vanuatu                                               | 1                                                     |                                                       | 1                                                     |                                                       | 2                                                     |
| Venezuela                                             | 1                                                     |                                                       |                                                       |                                                       | 1                                                     |
| Weißrussland                                          | 2                                                     |                                                       | 1                                                     |                                                       | 3                                                     |
| Startplätze Gesamt                                    | 87                                                    | 16                                                    | 86                                                    | 16                                                    | 173                                                   |

Beim ozeanischen Qualifikationswettkampf konnten sich zunächst Li Chunli und Phillip Xiao aus Neuseeland qualifizieren. Nachdem die Startplätze jedoch an den ITTF zurückgegeben wurden, rückten die zwei Qualifikanten aus Vanuatu nach. Matilda Ekholm aus Schweden hat sich zwar sportlich für die Teilnahme qualifiziert, wurde aber vom Nationalen Olympischen Komitee Schwedens nicht zugelassen, weil dieses keine Aussicht sah, dass Ekholm einen Platz unter den ersten Acht erreichen könnte. Ihren Platz nahm die Ukrainerin Tetjana Bilenko ein.

## Wettbewerbe und Zeitplan

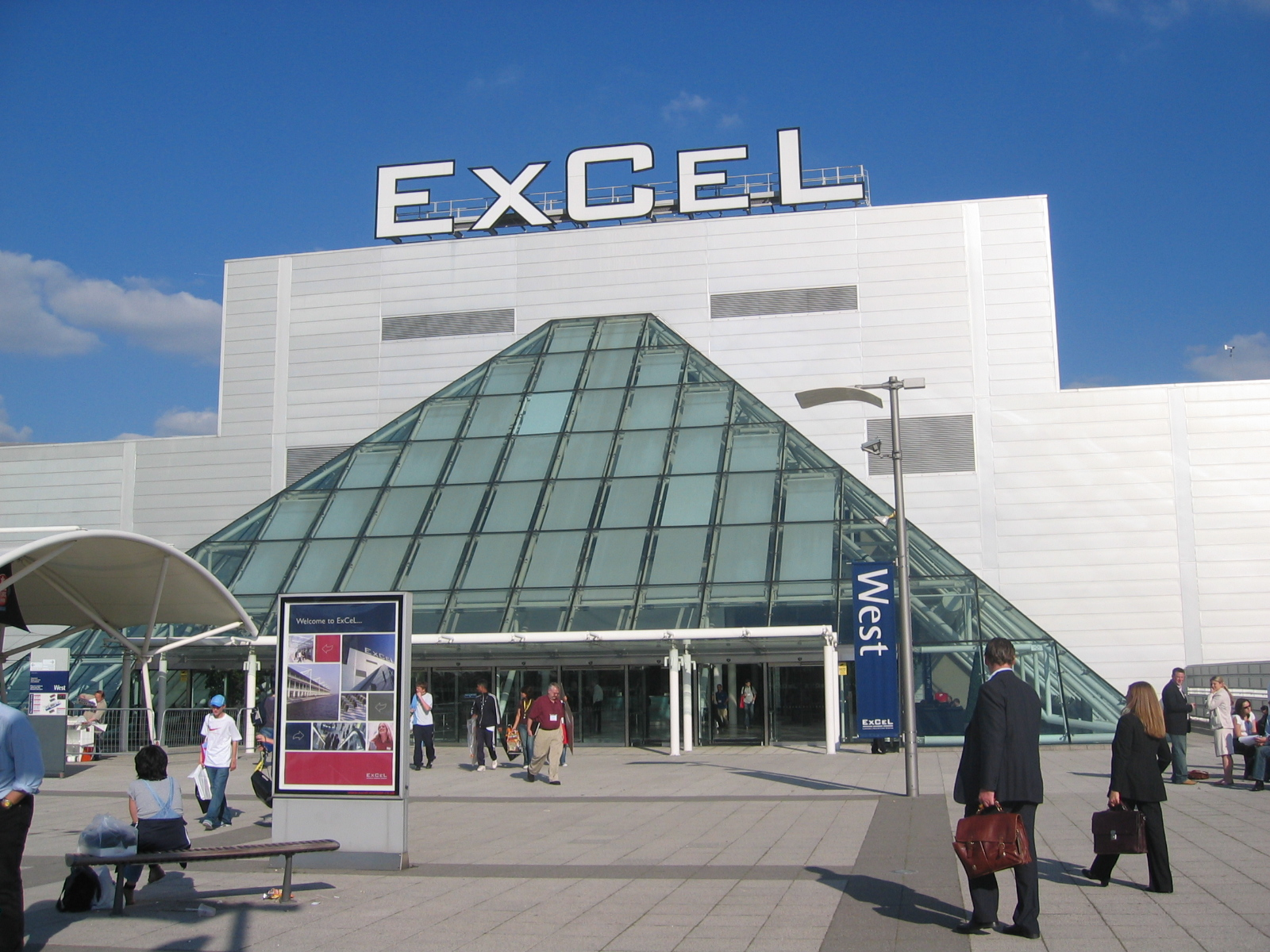
ExCeL Exhibition Centre – Austragungsort der Wettbewerbe im Tischtennis

| Wettbewerbe und Zeitplan Tischtennis | Wettbewerbe und Zeitplan Tischtennis | Wettbewerbe und Zeitplan Tischtennis | Wettbewerbe und Zeitplan Tischtennis | Wettbewerbe und Zeitplan Tischtennis | Wettbewerbe und Zeitplan Tischtennis | Wettbewerbe und Zeitplan Tischtennis | Wettbewerbe und Zeitplan Tischtennis | Wettbewerbe und Zeitplan Tischtennis | Wettbewerbe und Zeitplan Tischtennis | Wettbewerbe und Zeitplan Tischtennis | Wettbewerbe und Zeitplan Tischtennis | Wettbewerbe und Zeitplan Tischtennis |
| Wettbewerbe                          | Juli/August                          | Juli/August                          | Juli/August                          | Juli/August                          | Juli/August                          | Juli/August                          | Juli/August                          | Juli/August                          | Juli/August                          | Juli/August                          | Juli/August                          | Juli/August                          |
| Frauen                               | 28.                                  | 29.                                  | 30.                                  | 31.                                  | 1.                                   | 2.                                   | 3.                                   | 4.                                   | 5.                                   | 6.                                   | 7.                                   | 8.                                   |
| ------------------------------------ | ------------------------------------ | ------------------------------------ | ------------------------------------ | ------------------------------------ | ------------------------------------ | ------------------------------------ | ------------------------------------ | ------------------------------------ | ------------------------------------ | ------------------------------------ | ------------------------------------ | ------------------------------------ |
| Einzel                               |                                      |                                      |                                      |                                      |                                      |                                      |                                      |                                      |                                      |                                      |                                      |                                      |
| Mannschaft                           |                                      |                                      |                                      |                                      |                                      |                                      |                                      |                                      |                                      |                                      |                                      |                                      |
| Männer                               | 28.                                  | 29.                                  | 30.                                  | 31.                                  | 1.                                   | 2.                                   | 3.                                   | 4.                                   | 5.                                   | 6.                                   | 7.                                   | 8.                                   |
| Einzel                               |                                      |                                      |                                      |                                      |                                      |                                      |                                      |                                      |                                      |                                      |                                      |                                      |
| Mannschaft                           |                                      |                                      |                                      |                                      |                                      |                                      |                                      |                                      |                                      |                                      |                                      |                                      |

## Wissenswertes
- Die Tischtennisspielerin Feng Tianwei aus Singapur trug bei der Eröffnungszeremonie die Fahne.[9]
- Der Deutsche Michael Zwipp war Oberschiedsrichter.[10]